# Araschgen
Araschgen ist eine Fraktion (Ortsteil) der Bündner Kantonshauptstadt Chur mit rund 250 Einwohnern.

## Lage
Vom eigentlichen Stadtgebiet ist Araschgen rund zwei Kilometer entfernt und über die Churer Umfahrung Süd zu erreichen. Geografisch gehört Araschgen als äusserster Ausläufer zum Churwaldnertal. Die Rabiosa markiert im Osten die Grenze zu Passugg, welche zugleich Churer und Churwaldner Territorium trennt.

## Verkehr
Kantonsweit bekannt ist der Araschgerrank auf der Strecke Chur–Lenzerheide, von dem aus in den nächsten Jahren die talüberspannende St. Luzibrücke zur Schanfiggerstrasse gebaut werden soll.
Durch Araschgen selbst führt die Tschiertscherstrasse über Praden nach Tschiertschen.

## Infrastruktur
In Araschgen sind ein Kindergarten angesiedelt und eine in modernem Betonstil gebaute Dorfkirche, die als Simultankirche von Reformierten und Katholiken gleichermassen genutzt wird.  Die Fontana-Bildungsstätte für Gehörlose liegt zwar auf der Araschger Seite der Rabiosa, gehört aber zur ehemaligen Gemeinde Malix (heute Churwalden).